# Formule de Trotter-Kato
Pour les articles homonymes, voir Trotter et Kato.
Soient X et Y deux opérateurs, qui ne commutent en général pas. La formule de Trotter-Kato, encore appelée simplement formule de Trotter ou de façon plus complète formule de Lie-Trotter-Kato, donne une expression de l'exponentielle de leur somme :
{\displaystyle \mathrm {e} ^{(X+Y)}=\lim _{n\to \infty }\left(\mathrm {e} ^{\frac {X}{n}}\mathrm {e} ^{\frac {Y}{n}}\right)^{\!n}}
La formule de Trotter-Kato est relié conceptuellement à la formule de Baker-Campbell-Hausdorff, dans le sens où les deux remplacent, dans le contexte des opérateur non commutatifs, la loi exponentielle classique.
La formule a des applications, par exemple, dans la formuel de l'intégrale de contour en mécanique quantique. Elle perment de séparer l'opérateur de l'équation de Schrödinger en incréments alternativement d'opérateurs cinétique et potentiel (la décomposition deSuzuki–Trotter, des noms de Trotter et Masuo Suzuki). Une idée similaire est utilisée dans la construction de méthode de séparation pour la solution numérique d'équations différentielles. De plus, la formule de Feynman-Kac peut en être déduite.
La formule de Trotter–Kato peut être utilisée comme approximation de C0-semigroupes (en) linéaires.

## Démonstration
En utilisant la formule de Baker-Campbell-Hausdorff, on a :
{\displaystyle (\mathrm {e} ^{A/n}\mathrm {e} ^{B/n})^{n}=\mathrm {e} ^{A+B+{\frac {1}{2n}}[A,B]+\cdots }\ {\underset {n\to +\infty }{\longrightarrow }}\ \mathrm {e} ^{A+B}}.